# ペルセウス (マケドニア王)
ペルセウス（希: Περσεύς, ラテン文字表記：Perseus, 在位：紀元前179年 - 紀元前168年）は、アンティゴノス朝マケドニア最後の王である。マケドニアのペルセウスと呼ばれることもある。共和政ローマと対立し、第三次マケドニア戦争を勃発させするも敗北。廃位され、ここにアンティゴノス朝は滅亡した。
紀元前179年、父ピリッポス5世が没するとペルセウスは王位に就いた。前年にはペルセウスの讒言で王族内でのローマの擁護者であった弟デメトリオスが処刑されている。ローマの外交を担っていたデメトリオスの活躍にペルセウスは嫉妬し、父ピリッポスをけしかけてデメトリオスを王位簒奪者として断罪、処刑させたと言う。これによりマケドニアとローマの関係は冷却した。
ペルセウスが王位に就くとローマとの関係が見直され、マケドニアは反ローマの姿勢を示した。ペルセウスはデルフォイを訪問する際に軍隊を率いて赴き、またローマの元老院から送られてくる外交担当者を蔑ろにした。これらはローマにマケドニアとの関係の再考を促す結果となった。
紀元前171年に第三次マケドニア戦争が勃発。ペルセウスは戦争初期にはある程度の成功を収めるものの、次第に状況はマケドニアに不利となった。紀元前168年にピュドナの戦いで致命的な敗北を喫すると、ローマの司令官ルキウス・アエミリウス・パウッルスの前に降伏した。
降伏後、ペルセウスは捕虜として獄につながれて廃位され、マケドニアは4つの共和国に分割され、これを以ってアンティゴノス朝マケドニア王国は同年に滅亡した。第四次マケドニア戦争でローマに反乱を起こしたものの、マケドニアはローマに吸収され、紀元前146年にマケドニア属州が置かれた。
2005年にイタリアのラクイラ県マリャーノ・デ・マルシ近郊のヴァレリア街道沿いにペルセウスの墓石が発見され、イタリア政府文化庁およびマケドニア共和国政府の調査を受け、注目を浴びた。

## 子女
シリア王セレウコス4世の娘ラオディケ5世と結婚し、以下の子女をもうけた。
- ピリッポス
- アレクサンドロス